# Donauhochwasser 1830

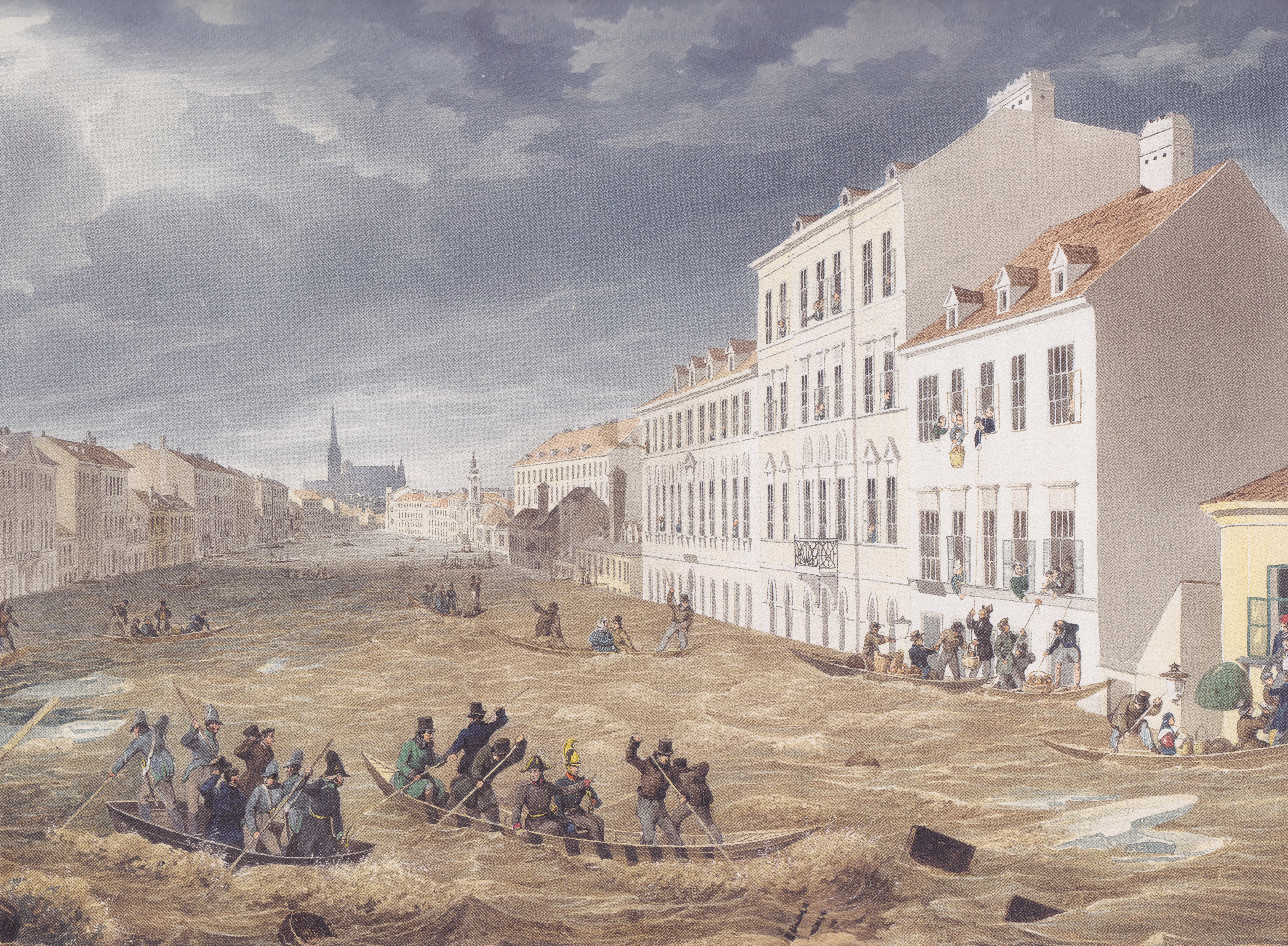
Eduard Gurk – Leopoldstadt, Jägerzeile, am 2. März 1830

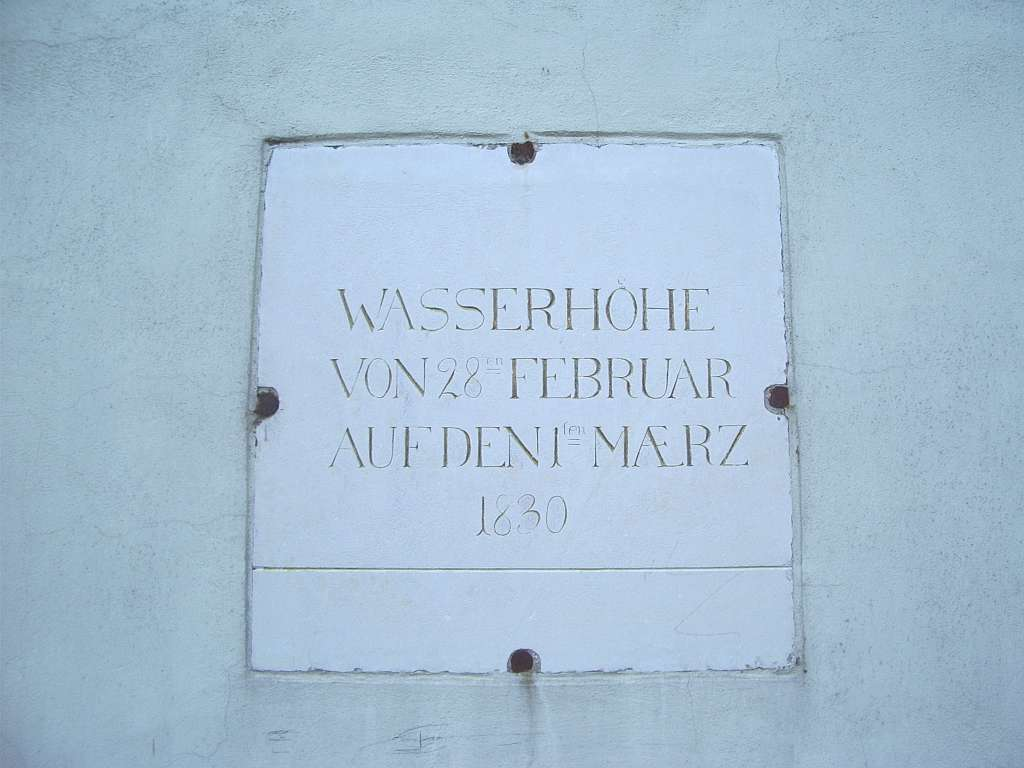
Hochwassermarke im Augarten

Das Donauhochwasser 1830 in Wien vom 26. Februar bis 10. März 1830 war ein außergewöhnlich starkes Hochwasser der Donau. Es war das letzte große durch einen Eisstoß ausgelöste Donauhochwasser in Wien.

## Verlauf
Das Hochwasser überschwemmte die Leopoldstadt im heutigen 2. Bezirk und andere donaunahe Siedlungen wie Floridsdorf, Leopoldau und Rossau und richtete enormen Schaden an. Am 28. Februar 1830 hatte Treibeis auf der Höhe von Stadlau einen Eisstoß gebildet, der dann in der Nacht zum 1. März brach. Die Wassermassen bahnten sich von Leopoldau über Breitenlee, Markgrafneusiedl, Großhofen, Glinzendorf, Rutzendorf, Kimmerleinsdorf, Breitstetten, Haringsee, Straudorf und Wagram an der Donau ihren Weg über das Marchfeld und flossen bei Stopfenreuth wieder in das Flussbett der Donau. Durch die Flutwelle kamen insgesamt 74 Menschen ums Leben. Kimmerleinsdorf wurde fast vollständig zerstört. Die Bäche des Wienerwalds und der Wienfluss konnten ebenfalls nicht mehr abfließen und traten auch über die Ufer. Große Teile des Stadtgebiets standen dadurch tagelang unter Wasser. Weitaus schlimmer traf die Stadt jedoch die im Anschluss auftretende Cholera-Epidemie, die durch die überfluteten Senkgruben und das dadurch verseuchte Grundwasser ausgelöst wurde. An der Cholera starben bis Dezember 1831 rund 2.000 Menschen.

## Folgen
Nach dem Hochwasser und der nachfolgenden Cholera-Epidemie wurden nach und nach alle wichtigen Bäche der Stadt eingewölbt und in Bachkanäle umgewandelt (siehe auch Geschichte der Wiener Kanalisation).
Dieses und das nächste große Donauhochwasser 1862 gaben letztlich auch den Anstoß zur Wiener Donauregulierung.